# Tzadik Records
Tzadik es un sello discográfico estadounidense del aclamado saxofonista John Zorn, fundado en 1995 y dedicado exclusivamente a la música de vanguardia. Trabaja con autores y autoras que crean estilos como avant garde, música experimental, improvisación, free jazz, noise music, jazz rock, yiddish-klezmer-jazz, música judía y contemporánea. En el hebreo la palabra tzadik (o tzadi) conceptualmente da referencia a "la fe de los justos".
El número de trabajos del sello supera los 400, con artistas afines al trabajo experimental y vanguardista. Están respaldados por artistas como Bill Laswell, Wadada Leo Smith, Steven Bernstein, Dave Douglas, Eyvind Kang o Milford Graves.

## Artistas
Entre los artistas y ensambles que publican en Tzadik están:
- Klezmerson
- Oren Ambarchi
- Mick Barr
- Steven Bernstein
- Lisa Bielawa
- Shanir Ezra Blumenkranz
- Chris Brown
- Rob Burger
- Uri Caine
- Jennifer Charles
- Greg Cohen
- Alvin Curran
- Dave Douglas
- Mark Dresser
- Arnold Dreyblatt
- Toby Driver
- Trevor Dunn
- Marty Ehrlich
- Jewlia Eisenberg
- Erik Friedlander
- Fred Frith
- Annie Gosfield
- Jesse Harris
- Gerry Hemingway
- Robin Holcomb
- Wayne Horvitz
- Scott Johnson
- Phillip Johnston
- Henry Kaiser
- Eyvind Kang
- Guy Klucevsek
- Dora Juárez
- George Lewis
- Lukas Ligeti
- Frank London
- Jon Madof
- Billy Martin
- Mono
- Muna Zul
- Ikue Mori
- Larry Ochs
- Jim O'Rourke
- Evan Parker
- Mike Patton
- Paola Prestini
- Marc Ribot
- Gyan Riley
- Ned Rothenberg
- Joel Rubin
- Basya Schechter
- Tim Sparks
- J. G. Thirlwell
- Matthew Welch
- Doug Wieselman
- John Zorn
- The Cracow Klezmer Band

## Series
La discográfica tiene distintas series temáticas, entre ellas:
- Radical Jewish Music (Música judía radical), un concepto de John Zorn dedicado a la exploración y promoción de música de raíces judías por todo el mundo.[1][2][3] Dicho concepto ha permeado otros aspectos de la disquera como su comunicación visual.[4]
- Composer (Compositor), dedicada a la publicación de música clásica de concierto
- New Japan (Nuevo Japón), publica la música japonesa experimental contemporánea
- Key Series (Serie fundamental), comprende la producción de proyectos o grabaciones especiales de autores considerados por la disquera clave en el desarrollo de la música avant garde.
- Oracles (Oráculos), serie dedicada a músicas y compositoras. Ha grabado a Lesli Dalaba,
- Birthday Celebration (Celebración de cumpleaños), serie hecha con motivo del cumpleaños 50 de John Zorn entre 2003 y 2004
- Lunatic Fringe (Extremista), serie dedicada a la experimentación e improvisación tonal y sonora
- Film Music (música para películas), serie inspirada en la cinematografía